# Сергеево (Собинский район)
Сергеево — деревня в Собинском районе Владимирской области России, входит в состав Куриловского сельского поселения.

## География
Деревня расположена на берегу реки Ворша в 6 км на юго-запад от центра поселения деревни Курилово и в 12 км на север от райцентра города Собинка.

## История
В конце XIX — начале XX века деревня входила в состав Кочуковской волости Владимирского уезда, с 1924 года — в составе Ставровской волости. В 1859 году в деревне числилось 27 дворов, в 1905 году — 41 двор, в 1926 году — 49 хозяйств.
С 1929 года деревня входила в состав Степаньковского сельсовета Ставровского района, с 1932 года — в составе Юровского сельсовета Собинского района. С 1945 года деревня вновь в составе Ставровского района, с 1965 года — в составе Собинского района, с 1976 года деревня входила в состав Куриловского сельсовета, с 2005 года — Куриловского сельского поселения.

## Население
| 1859 | 1905 | 1926 | 2002 | 2010 | 2021 |
| ---- | ---- | ---- | ---- | ---- | ---- |
| 215  | ↗254 | ↘221 | ↘8   | ↘4   | ↗8   |